# Coniophanes
Coniophanes – rodzaj węży z podrodziny ślimaczarzy (Dipsadinae) w rodzinie połozowatych (Colubridae).

## Zasięg występowania
Rodzaj obejmuje gatunki występujące w Stanach Zjednoczonych, Meksyku, Belize, Gwatemali, Salwadorze, Hondurasie, Nikaragui, Panamie, Kostaryce, Kolumbii, Ekwadorze i Peru.

## Systematyka

### Etymologia
- Coniophanes: gr. κονια konia „kurz, pył”[7]; -φανης -phanēs „widoczny, wystawiony na pokaz”, od φαινω phainō „pokazać, ukazać”[8].
- Glaphyrophis: gr. γλαφυρος glaphuros „gładki”[9]; οφις ophis, οφεως opheōs „wąż”[10]. Gatunek typowy: Glaphyrophis pictus Jan, 1862 (= Coronella bipunctatus Günther, 1858).
- Hydrocalamus: gr. ὑδρο- hudro- „wodny-”, od ὑδωρ hudōr, ὑδατος hudatos „woda”[11]; καλαμος kalamos „trzcina”[12]. Gatunek typowy: Homalopsis quinque-vittatus A.M.C. Duméril, Bibron & A.H.A. Duméril, 1854.

### Podział systematyczny
Do rodzaju należą następujące gatunki: 
- Coniophanes alvarezi Campbell, 1989
- Coniophanes andresensis Bailey, 1937
- Coniophanes bipunctatus (Günther, 1858)
- Coniophanes dromiciformis (W. Peters, 1863)
- Coniophanes fissidens (Günther, 1858)
- Coniophanes imperialis (Baird & Girard, 1859)
- Coniophanes joanae Myers, 1966
- Coniophanes lateritius Cope, 1862
- Coniophanes longinquus Cadle, 1989
- Coniophanes melanocephalus (W. Peters, 1869)
- Coniophanes meridanus Schmidt & Andrews, 1936
- Coniophanes michoacanensis Flores-Villela & E.N. Smith(inne języki), 2009
- Coniophanes piceivittis Cope, 1870
- Coniophanes quinquevittatus (A.M.C. Duméril, Bibron & A.H.A. Duméril, 1854)
- Coniophanes schmidti Bailey, 1937
- Coniophanes taeniata (W. Peters, 1870)
- Coniophanes taylori Hall, 1951